# Костанай (аеропорт)
Міжнародний аеропорт «Ахмет Байтурсинов» (каз. Халықаралық әуежайы "Ахмет Байтұрсынұлының") (IATA: KSN, ICAO: UAUU) — аеропорт міста Костанай в Казахстані.
Аеродром 2 класу, приймає повітряні судна масою до 140 тонн.
C 1980 по 2000 роки був аеродромом спільного базування — тут дислокувалися військові літаки Ан-12 (окремий транспортний авіаційний полк). З 2022 року носить ім'я Ахмета Байтурсинова.
На нинішньому місці аеропорт був побудований наприкінці 1970-их. Раніше (з 1937 року) аеропорт знаходився за 3 км на північний схід, на аеродромі «Кустанай-Центральний» поблизу залізничної станції; нині цей аеродром використовується як спортивний.

## Авіалінії та напрямки
| Авіакомпанія | Пункт призначення                    |
| ------------ | ------------------------------------ |
| Aeroflot     | Москва-Шереметьєво                   |
| Air Astana   | Нур-Султан Сезонний: Ганновер        |
| Bek Air      | Алмати, Нур-Султан                   |
| Belavia      | Сезонний: Мінськ                     |
| Qazaq Air    | Алмати, Нур-Султан                   |
| SCAT         | Алмати, Нур-Султан (з 1 червня 2019) |

## Ресурси Інтернету
- Офіційний сайт аеропорту Костанай [Архівовано 4 червня 2016 у Wayback Machine.]